# Nervo succlavio
Il nervo succlavio è un nervo muscolare che origina come ramo collaterale ventrale del plesso brachiale. Nasce dal tronco primario superiore e riceve fibre da C5 e C6.
È un nervo molto piccolo. Innerva il muscolo succlavio, che raggiunge a livello della terza parte dell'arteria succlavia. Spesso contrae anastomosi con il nervo frenico.